# Alfredo Machado e Costa
Alfredo Augusto de Oliveira Machado e Costa (Coimbra, 31 de dezembro de 1870 — Lisboa, 1952) foi um oficial de Artilharia do Exército Português, professor do Colégio Militar e do Instituto Industrial de Lisboa, lente catedrático da Faculdade de Ciências de Lisboa e diretor do respetivo Museu e Laboratório Mineralógico e Geológico, que se destacou no campo da Mineralogia, constituindo uma importante coleção mineralógica. Também teve importante atividade política, tendo sido Ministro do Comércio e Comunicações no 3.º Governo da Ditadura Militar.

## Biografia
Militar do Exército Português, assentou praça como voluntário no Regimento de Cavalaria n.º 2 em 11 de agosto de 1887. Frequentou o Real Colégio Militar e o curso preparatório para a Arma de Artilharia da Escola do Exército. Concluído o curso de Artilharia, foi promovido a segundo-tenente em 29 de dezembro de 1892, a primeiro-tenente em 10 de janeiro de 1895, a capitão em 8 de junho de 1911, a major em 18 de março de 1916, a tenente-coronel em 16 de fevereiro de 1918 e a coronel em 16 de março de 1920.
Complementou o curso de Artilharia o curso de Filosofia Natural da Faculdade de Matemática e Filosofia da Universidade de Coimbra, onde obteve em 1897 o grau de bacharel formado em Matemática e Filosofia. Foi nomeado docente de Ciências Naturais e Físico-Químicas no Real Colégio Militar, onde desenvolveu durante vários anos atividade no respetivo museu, contribuindo para o desenvolvimento das coleções destinadas ao ensino prático das disciplinas da História Natural. Para a coleção obteve a contribuição de alunos e docentes do Colégio Militar, das autoridades da administração colonial e da Comissão Geológica de Portugal. Em paralelo desempenhou funções de adjunto do Depósito Geral de Material de Guerra.
Entretanto concorreu ao cargo de docente da Faculdade de Ciências de Lisboa, iniciando funções em 1914 como segundo-assistente. Assegurou a regência das principais áreas disciplinares da Geologia e Mineralogia, algumas desde o início, como aconteceu com a cadeira de Mineralogia e Petrologia, praticamente desde 1914, e a de Paleontologia, cujo regime semestral obrigava a limitar à paleontologia zoológica. Ao longo dos anos foi acumulando novas regências, nomeadamente a Cristalografia, na qual susbstituiu o engenheiro de minas Francisco Roquette (1844-1931), a Geografia Física e Física do Globo, em substituição do engenheiro Francisco Luís Pereira de Sousa (1870-1931), e o Curso Geral de Mineralogia e Geologia, em substituição de Alfredo Freire de Andrade.
Paraleleamente regeu desde 1923 a cadeira de Mineralogia e Geologia no Instituto Industrial de Lisboa, onde colaborou igualmente na organização das coleções de mineralogia do respetivo Museu. Foi ainda Diretor do Instituto Comercial de Lisboa em 1926. Em 5 de janeiro de 1928 foi nomeado Ministro do Comércio e Comunicações do 3.º Governo da Ditadura Militar, presidido pelo general Óscar Carmona. Foi chamado para o Governo para substituir Artur Ivens Ferraz, mas a sua passagem pela governação foi efémera, já que o Governo foi exonerado a 18 de abril de 1928.
Em 1931, já como lente catedrático da Faculdade de Ciências de Lisboa, passou a assegurar a direção do Museu e Laboratório Mineralógico e Geológico, sucedendo no cargo ao engenheiro Pereira de Sousa.
Foi representante de Portugal na Secção Vulcanológica da União Geofísica Internacional. Em 24 de maio de 1926 foi nomeado representante do Governo Português no Congresso Internacional de Geologia em Madrid.
Ao longo da sua carreira, foi agraciado com os graus de grande-oficial e cavaleiro da Ordem Militar de São Bento de Avis, com a grã-cruz da Ordem de Cristo, com o grau de comendador da Ordem de São Tiago, com a cruz de 3.ª casse da Ordem do Mérito Militar de Espanha. Foi condecorado com a Medalha Militar de Comportamento Exemplar, grau prata. É lembrado na toponímia da vila de Ançã, na Rua Alfredo Machado e Costa.

## Obras
Entre outras, é autor das seguintes obras:
- As rochas eruptivas de Portugal : ensaios de análise micrográfica. Lisboa, Tipografia da Cooperativa Militar, 1914.
- A terra portuguêsa : ensaio de corografia scientifica. Lisboa : Tipografia da Cooperativa Militar, 1915.
- O Colégio Militar : Memória Histórico-Pedagógica. Lisboa: Serviços Gráficos do Exército, 1922.
- «Escola Politécnica de Lisboa. A VII cadeira e os seus professores». Revista da Faculdade de Ciências, 2 (5): 43-88, 1940.
- «O Museu Mineralógico e Geológico». Revista da Faculdade de Ciências, 1 (3): 121-175, 1938.
- Inventário de Minerais. Colecção Colonial. Lisboa: Museu Mineralógico e Geológico da Universidade de Lisboa, 1938.
- Inventário de minerais. Coleção geral, de pedras preciosas e de minerais de ornamentação. Lisboa: Museu Mineralógico e Geológico da Universidade de Lisboa, 1937.
- A mineralogia quinhentista. Lisboa : [s.n.], 1941.
- La diffusion initiale de la minéralogie portugaise. Lisboa : [s.n.], 1945.